# Lessing-Gymnasium (Berlin)
Das Lessing-Gymnasium ist ein Gymnasium im Berliner Ortsteil Wedding (Bezirk Mitte), das nach dem deutschen Dichter Gotthold Ephraim Lessing benannt wurde.
Die Lehranstalt blickt auf eine wechselvolle Chronik zurück, die bereits Ende des 19. Jahrhunderts ihren Anfang nahm. Einst ein humanistisches Gymnasium für Bessergestellte, sieht sich die Schule nach wie vor der Werteerziehung verpflichtet. Die pädagogische Arbeit der Gegenwart resultiert aus dem soziokulturellen Umfeld im Ortsteil Wedding sowie der Notwendigkeit differenzierter Lehr- und Lernmethoden.
Nach mehr als 60 Jahren in der Pankstraße am Gesundbrunnen ist das Gymnasium seit 1945 in einem denkmalgeschützten Gebäude in der Schöningstraße beheimatet.

## Geschichte
| Schulleiter | Schulleiter              |
| ----------- | ------------------------ |
| 1882–1914   | Johannes Quaatz          |
| 1914–1921   | Rudolf Meyer             |
| 1921–1924   | Karl Schmeing            |
| 1924–1934   | Otto Freitag             |
| 1934–1939   | Johannes Reiske          |
| 1939–1945   | unbekannt                |
| 1945        | Wilhelm Wendisch         |
| 1945–1958   | Willy Werdermann         |
| 1958–1973   | Rudolf Müller            |
| 1973–1988   | Werner Lehert            |
| 1988–1989   | Udo Gerrmann (komm.)     |
| 1989–1990   | Herbert Klauß (komm.)    |
| 1990–2006   | Anita Mächler            |
| 2006–2007   | Manfred Heimberg (komm.) |
| seit 2007   | Michael Wüstenberg       |

### 1882 bis 1945

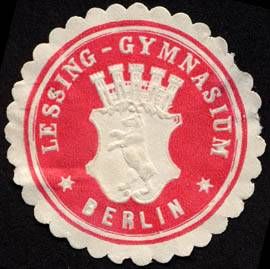
Siegelmarke des Lessing-Gymnasiums Berlin (verwendet zwischen 1850 und 1923)

Das Lessing-Gymnasium wurde am 17. April 1882 als Städtisches Progymnasium für die Stadttheile Wedding und Gesundbrunnen mit sechs Klassen und 113 Schülern gegründet. In den ersten Jahren war das Gymnasium in der bestehenden 118. Gemeindeschule in der Pankstraße 7/8 und in gemieteten Privaträumen untergebracht. Von 1884 bis 1887 wurde für insgesamt 562.000 Mark wenige Häuserblocks entfernt ein Gebäudekomplex nach den Vorgaben des Stadtplaners Hermann Blankenstein errichtet. Die Investition umfasste unter anderem ein Klassengebäude für 316.000 Mark, eine Turnhalle für 76.500 Mark sowie ein Direktorenwohnhaus zur dienstlichen und privaten Nutzung für 100.000 Mark. Am 1. August 1886 wurde der Neubau bezogen und Ostern 1887 mit der Eröffnung der Prima unter dem Namen Lessing-Gymnasium als humanistisches Gymnasium anfangs ausschließlich für Jungen anerkannt. Erster Schulleiter war Johannes Quaatz, dessen besonderes Interesse nicht zuletzt durch seine 1867 veröffentlichte Dissertation De conscientiæ apud Kantium notione über Immanuel Kant philosophischen Themen galt. Der als streng charakterisierte Quaatz verstarb im Januar 1914, sein Nachfolger wurde Rudolf Meyer.
Bis zum Ersten Weltkrieg stieg die Schülerzahl kontinuierlich auf 400 bis 500 an. Anlässlich des 25-jährigen Jubiläums wurde der Schule 1907 eine Marmorbüste ihres Namenspatrons übereignet. Das Werk stammt von dessen Urgroßneffen Otto Lessing, einem bekannten Bildhauer des Historismus, und befindet sich heute an der Stirnseite der Aula. 1922 ergänzte der damalige Direktor Schmeing das Gymnasium um einen Realschulzweig und eine Aufbauschule. Letztere sollte es begabten „Volksschülern“ ermöglichen, die Reifeprüfung bereits nach jeweils sechs Grund- und Oberschuljahren abzulegen. Im Aufbauzweig waren ab etwa 1927 auch Mädchen zugelassen, das Lessing-Gymnasium wurde fortan als „besonders bedeutungsvolle Schule“ gewürdigt. Ostern 1928 legten die ersten elf Oberprimaner der Aufbauschule ihr Abitur ab. Das 50-jährige Bestehen unter dem Direktor Otto Freitag fiel 1932 mit dem 100. Todestag von Johann Wolfgang von Goethe zusammen.
Die Entwicklung der Schule von 1933 bis 1945 wurde durch das politische Umfeld des Nationalsozialismus geprägt. So waren Mädchen für den Aufbauschulzweig nicht mehr zugelassen, die Schulzeit betrug nur noch zwölf Jahre und der Gymnasialzweig musste 1937 vom damaligen Direktor Johannes Reiske auf Weisung der Hauptschulverwaltung in die „Hauptform“ umgewandelt werden. Dieser Bedeutungsverlust ging einher mit einer zwischenzeitlichen Umbenennung in Deutsche Oberschule für Jungen.
Trotz Beschädigungen blieben die Gebäude in der Pankstraße im Zweiten Weltkrieg mit Ausnahme der Sporthalle von der Zerstörung verschont. Dennoch wurde die Lessing-Oberschule 1945 an den gegenwärtigen Standort in der Schöningstraße verlegt. In die baufälligen Häuser der Pankstraße 18/19 zogen zunächst die 2. Mädchen-Mittelschule und wenig später die ersten drei Klassen einer Realschule ein. Diese erhielt am 6. Februar 1956 in Anwesenheit des Sohnes von Herbert Hoover den Namen Herbert-Hoover-Schule.

### 1945 bis 1982

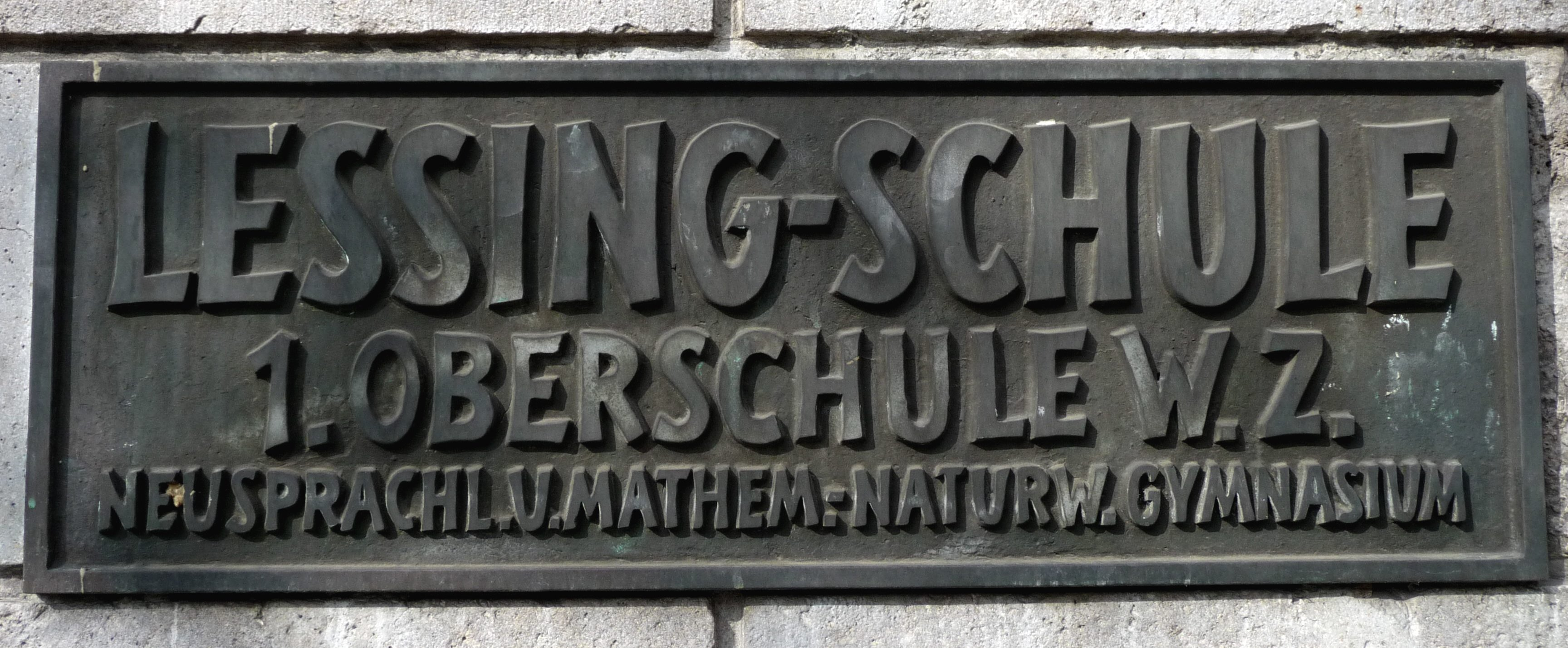
Eingangsschild in der Schöningstraße

Nach Kriegsende wurde das Lessing-Gymnasium in der Schöningstraße 17 mit dem Schiller-Lyzeum (später: Charlotte-von-Lengefeld-Schule) und der 6. Oberrealschule (später: Mackensen-Schule) vereinigt. Am 3. Mai 1945 übernahm Wilhelm Wendisch die Oberaufsicht über 263 Schüler und 14 Lehrer in zehn Klassen. Die Aufräumarbeiten dauerten fast einen ganzen Monat, ehe der reguläre Unterricht am 28. Mai beginnen konnte. Zwei Tage später war die Anzahl Klassen bereits auf 13 angewachsen. Wendisch verstarb Ende 1945. Der neue Direktor Willy Werdermann führte die Schule anschließend durch die von weiteren Aufbau- und Konsolidierungsmaßnahmen gekennzeichneten Nachkriegsjahre. Die Schülerzahl stieg während dieser Zeit auf über 1000 an.
Am 1. April 1953 zog ein Teil der Lehrer und Schüler in die Lütticher Straße 47/48 um. Sie bildeten damit die personelle Basis für das Ranke-Gymnasium als neue Lehranstalt, welches später in die Putbusser Straße 12–15 verlegt und zu Beginn des Schuljahres 2001/2002 mit dem Diesterweg-Gymnasium zusammengelegt wurde. Im Lessing-Gymnasium verblieben 19 Klassen mit 583 Schülern und 21 Lehrern, mit der Aufnahme der 2. Grundschule (Goethepark-Schule) nahm die Zahl der Klassen auf knapp 40 zu.
Ein Jahr nach der 75-Jahr-Feier am 27. Mai 1957, deren Höhepunkt die Aufführung von Lessings Minna von Barnhelm als Schülertheaterstück darstellte, übernahm Rudolf Müller die Leitung. In dessen Amtszeit fiel ein wichtiger Beschluss: Im Rahmen der Kultusministerkonferenz vom September 1960 führte die Saarbrücker Rahmenvereinbarung zu einer Reduktion der Zahl der Pflichtfächer und eröffnete den Schülern neue Wahlmöglichkeiten mit dem Ziel einer Spezialisierung. Diese Ansätze wurden 1961 in den Stuttgarter Empfehlungen konkretisiert und mündeten zum Schuljahr 1973/1974 in die reformierte Oberstufe mit Kurssystem.
Von 1964 bis 1966 erfolgte die Instandsetzung und Modernisierung des Schulgebäudes sowie der Bau einer Turnhalle auf der gegenüberliegenden Straßenseite, deren feierliche Einweihung am 19. Dezember 1964 stattfand.
1969/1970 drehte der Regisseur Eberhard Fechner die zweiteilige Fernsehdokumentation Klassenphoto – Erinnerungen deutscher Bürger, in der die Aufarbeitung deutscher Geschichte anhand der persönlichen Lebenswege von ehemaligen Abiturienten des Lessing-Gymnasiums seit dem Abschlussjahr 1937 thematisiert wurde.
Nach der Pensionierung von Müller im Mai 1973 und der Berufung von Werner Lehert zum Direktor begannen im April 1977 weitere Sanierungsarbeiten, die im Sommer 1979 abgeschlossen waren. Ein Jahr nach dem 200. Todestag Lessings fand am 21. April 1982 zum 100-jährigen Bestehen des Gymnasiums ein Festakt im Carl-Friedrich-Gauß-Saal der Technischen Fachhochschule Berlin statt. In Anwesenheit der damaligen Schulsenatorin Hanna-Renate Laurien, der Bezirksbürgermeisterin Erika Heß und des Altgermanisten Peter Wapnewski wurden unter anderem Szenen aus Emilia Galotti von Schülern des Kurses Darstellendes Spiel aufgeführt.

### Seit den 1990er Jahren
Nach der erneuten Renovierung im Jahr 1987 veränderte sich die Lage Berlins infolge einschneidender Ereignisse, zu denen insbesondere die deutsche Wiedervereinigung 1990 und das Gebietsreformgesetz von 1998 als Teil der Verwaltungsreform gehören. Durch verstärkte Zuwanderung nahm der Migrantenanteil der Schule im neuen Jahrtausend auf über 60 Prozent zu. Wurde das Gymnasium aus Anlass der 125-Jahr-Feier von Bildungssenator Jürgen Zöllner und Bezirksbürgermeister Christian Hanke noch am 3. Mai 2007 für seine vorbildliche Arbeit gelobt, so sahen sich im Januar 2009 mehrere Rektoren aus dem Bezirk Mitte gezwungen, in einem öffentlichen Brandbrief auf Missstände der Berliner Bildungspolitik hinzuweisen. Unter anderem forderte das Lessing-Gymnasium verlässliche Rahmenbedingungen für die Bewältigung der Probleme bei der Integration in sogenannten „Problemkiezen“ sowie die Bereitstellung ausreichender finanzieller Mittel zur Sanierung der teilweise maroden Bausubstanz.
Im Zuge der „strategischen Neuausrichtung des Schulversuchs zur Individualisierung des gymnasialen Bildungsgangs“ (Schnelllernerklassen) bietet das Lessing-Gymnasium seit dem Schuljahr 2011/2012 einen Bildungsgang beginnend mit der fünften Jahrgangsstufe für Intensivlerner an, der mit zusätzlichen Angeboten angereichert ist. Im sogenannten Enrichment-Bereich finden verpflichtend für alle Schüler der Schnelllernerklassen im fünften Schuljahr parallel zwei Kurse statt, deren Inhalte von den Fachbereichen konzipiert und jeweils an veränderte Bedingungen wie Schülerinteressen und Ausstattung angepasst werden. Begabte und hochbegabte Schülerinnen und Schüler werden dabei nach den Prinzipien von Akzeleration und Enrichment ohne kollektives Überspringen der 8. Klasse gefördert. In Zusammenarbeit mit Grundschulen koordiniert das Lessing-Gymnasium seit 2009 einen Verbund der beteiligten Schulen des Bezirkes Mitte zur Hochbegabtenförderung. Alle Maßnahmen zur Hochbegabtenförderung wurden seit 2004 im Rahmen des Schulversuchs „Regionale Begabtengruppen am Nachmittag“ erprobt. Beginnend mit dem Schuljahr 2013/2014 wurde der bisherige Schulversuch in ein Regelangebot der Berliner Schule überführt.

### Architektur

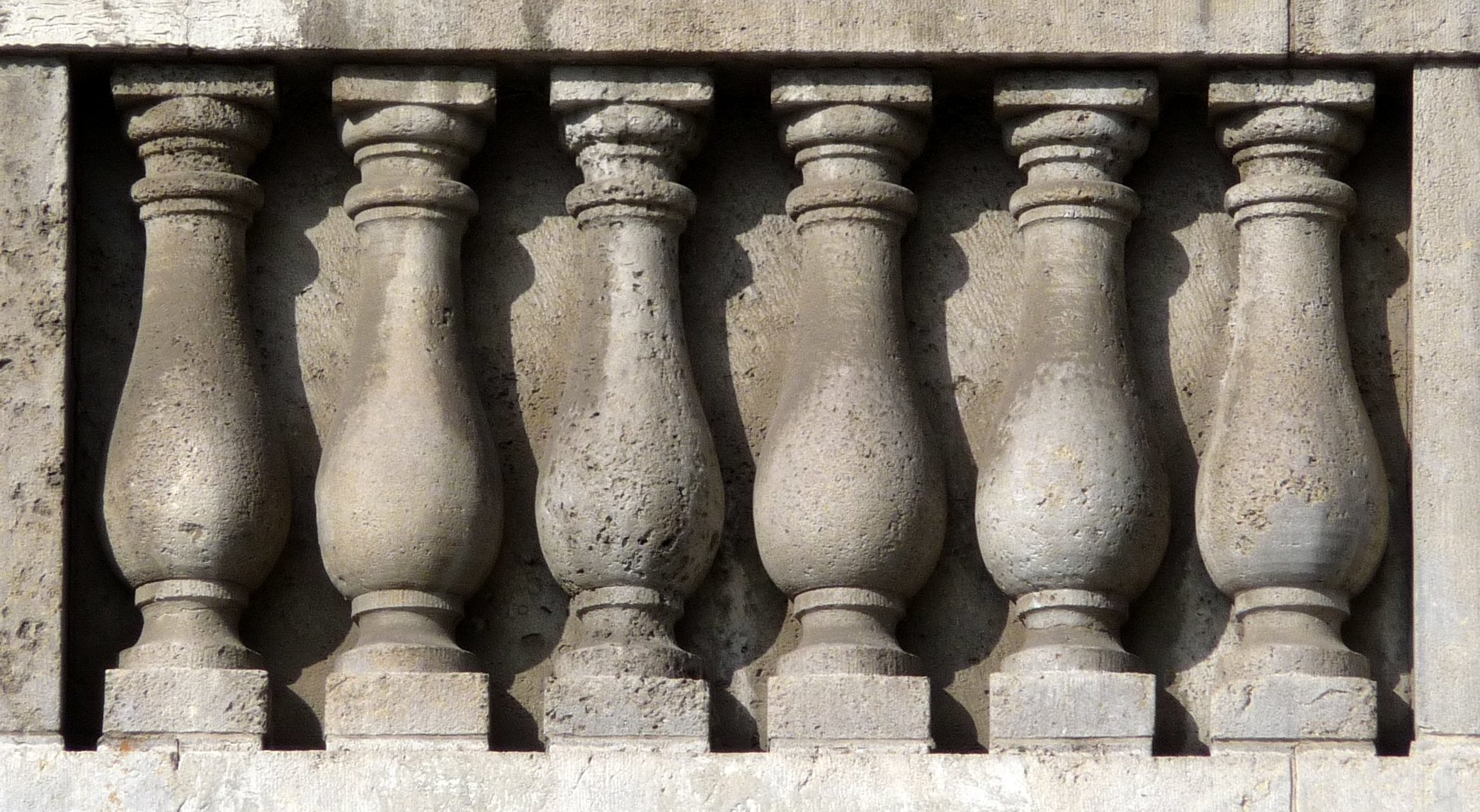
Dockenbrüstung

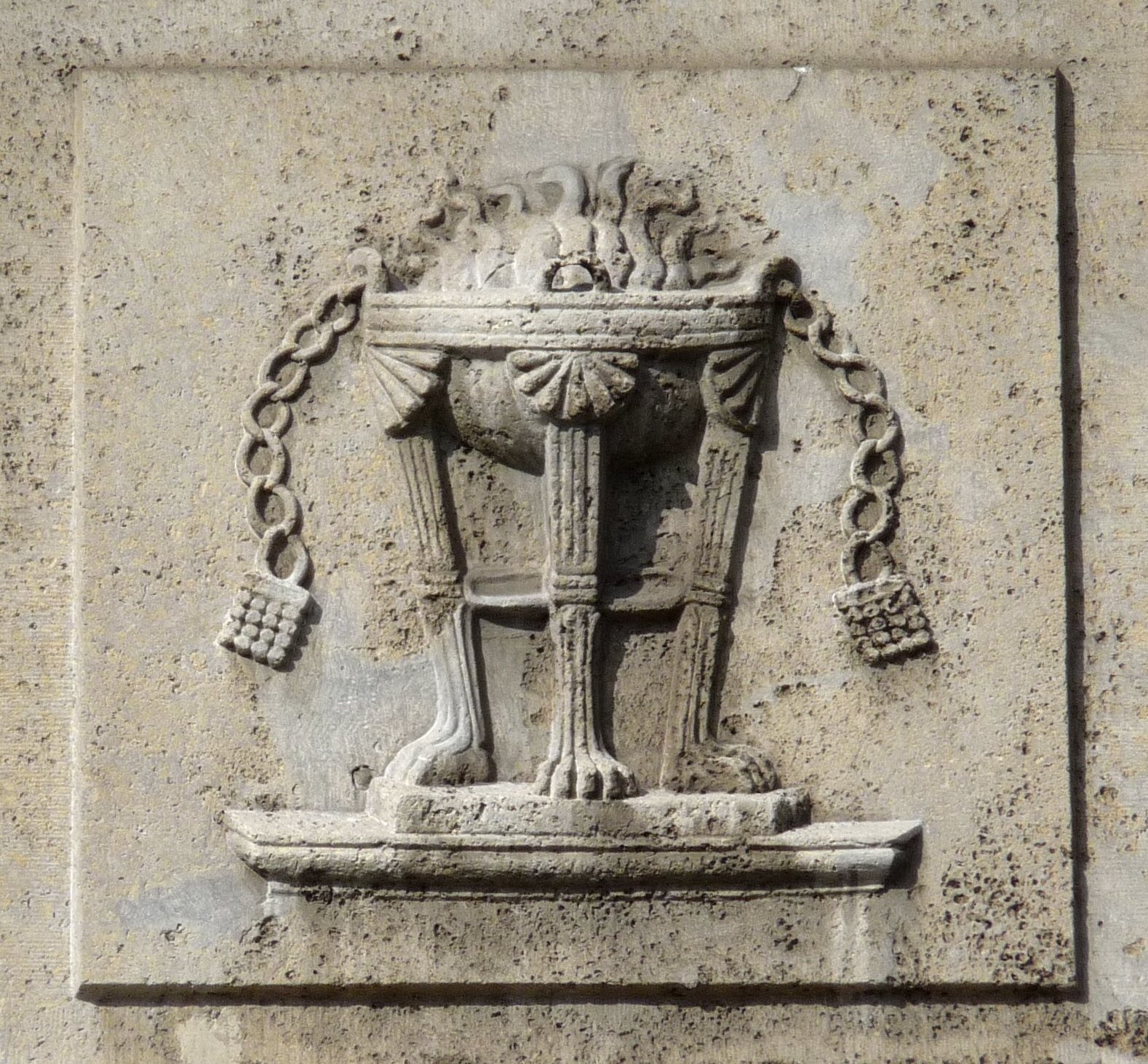
Relief (Dreifuß)

Das denkmalgeschützte Gebäude in der Schöningstraße ist das Ergebnis einer städtebaulichen Maßnahme vom Beginn des 20. Jahrhunderts. Zu jener Zeit stieg die Einwohnerzahl im Wohngebiet nördlich der Seestraße schnell an. Stadtbaurat Ludwig Hoffmann ließ daraufhin in den Jahren 1909–1911 am Schillerpark zwei neue Schulhäuser als 262. und 276. Gemeindeschule errichten.
Der viergeschossige Bau besteht aus einem Hauptflügel und zwei Seitentrakten, die den inneren der insgesamt drei Schulhöfe umschließen. Die zentrale Einfahrt verläuft unter dem dreistöckigen Lehrerwohnhaus, das eine Werksteinfassade mit klassizistischen und spätbarocken Elementen aufweist. Architektonisch bedeutsam sind neben vorgesetzten Kalksteinquadern im Erdgeschoss auch Wandpfeiler mit ionischen Kapitellen, Dockenbrüstungen vor den Fenstern im zweiten Geschoss, das Mansarddach im Barockstil sowie ein klassizistisch anmutendes Zwerchhaus mit Dreiecksgiebel. Die Reliefs zwischen den Fenstern wurden in Anlehnung an einen antiken Dreifuß vom Bildhauer Josef Rauch gefertigt.

## Lehrangebot
Der Unterricht ist auf eine Fünf-Tage-Woche verteilt. Im Schuljahr 2014/2015 wurde am Lessing-Gymnasium der offene Ganztagsbetrieb (OGT) mit zahlreichen zusätzlichen Angeboten an den Nachmittagen eingeführt.
Das Lessing-Gymnasium vergibt zwei schulische Abschlüsse des Landes Berlin:
- Mittlerer Schulabschluss (MSA) nach Klassenstufe 10
- Abitur am Ende der Qualifikationsphase

### eEducation
Das Lessing-Gymnasium ist Modellschule im eEducation-Masterplan. Das von der Senatsverwaltung für Bildung, Jugend und Sport im September 2005 verabschiedete Investitionsprogramm versorgt ausgewählte Berliner Schulen mit einer umfangreichen IT-Ausstattung. Verträge mit externen Firmen sichern die „technische IT-Betreuung“ bei Wartung und Betrieb. Darüber hinaus stehen speziell ausgebildete Lehrkräfte dem gesamten Kollegium bei der Ausgestaltung IT-gestützter Unterrichtskonzepte als „pädagogische IT-Betreuung“ beratend zur Seite.
Mit Stand Mai 2008 verfügt die Schule über etwa 90 Arbeitsstationen verteilt auf einen Informatik- und Multimedia-Raum, weitere Klassen- und Fachräume sowie einen Laptop-Pool mit 30 Geräten. Für die mobile Präsentation stehen Beamer bereit. Acht Kilometer Netzwerkleitungen ziehen sich durch das Gebäude, außerdem ermöglichen sechs drahtlose Netzwerke einen Internet-Zugang in allen Räumen. Während der Sommerferien 2009 wurden interaktive Whiteboards anstelle der grünen Kreidetafeln in allen Klassenzimmern und mehreren Fachräumen installiert. Im November desselben Jahres startete ein Projekt zur Verbesserung der Unterrichtsmethoden durch Einsatz von Netbooks in einer Netbook-Pilotklasse.
Interne und externe Plattformen wie das schuleigene Content-Management-System SchulCMS 2007 und der ebenfalls im Rahmen des Masterplans entwickelte Lernraum Berliner Schulen auf Basis des Kursmanagementsystems Moodle bilden ein „virtuelles Klassenzimmer“. Die ca. 170 existierenden Lernräume (Stand: Anfang 2014/2015) ermöglichen es Lehrern und Schülern, Unterrichtsinhalte und -materialien zu erstellen, zu dokumentieren und bei Projekten kollaborativ zu arbeiten.

### Spezialisierung und Fremdsprachen
Neben den „klassischen“ Disziplinen bietet die Schule besondere Wahlpflichtfächer wie Wirtschaft, Informatik, Gesellschaftswissenschaften und Darstellende Künste. Der Wahlpflichtbereich ab Klassenstufe 7 ist in zwei Schienen unterteilt, aus denen sich mehrere Kombinationsmöglichkeiten ergeben.
Englisch ist erste Fremdsprache, Französisch zweite. Ergänzende Wahlfächer sind Latein ab Klassenstufe 8 und Russisch ab Klassenstufe 9. Russisch wird auch in der gymnasialen Oberstufe angeboten und kann als Prüfungsfach im Abitur gewählt werden. In den Schnelllernerklassen, die die früheren Schnellläuferklassen abgelöst haben, werden ergänzende Enrichment-Kurse angeboten, die zum Teil bilingual sind (English Drama in Klasse 6, English History in Klassen 7 und 8, Cinéma francais in Klasse 9 und English Physics in Klasse 10).
Bereits seit 2008 nehmen viele Schülerinnen und Schüler der Mittelstufe am europäischen Fremdsprachenwettbewerb The Big Challenge teil. Beginnend mit dem Schuljahr 2015/16 wird das Lessing-Gymnasium Telc-Partnerschule und im Rahmen dieser Partnerschaft Interessierte auf externe Sprachzertifikate („The European Language Certificates“) vorbereiten.

### Förderung
Über den Regelunterricht hinaus verfügt das Lessing-Gymnasium je nach Begabung der Schüler über ein gestaffeltes Ergänzungsangebot.
Hochbegabte Kinder profitieren von zusätzlichen Nachmittagskursen in „Expertengruppen“, die Zusatzstoff aus diversen Themengebieten wie Naturwissenschaften, Mathematik, Fremdsprachen, Geschichte, Theater, Kunst und Musik erarbeiten. Die Förderung erfolgt auch parallel zum Unterricht am Vormittag in „Expertenstunden“. Zudem besteht die Möglichkeit, in Klasse 5 und 7 den Science-Führerschein für die drei Naturwissenschaften Biologie, Chemie und Physik zu erwerben. Dieser Halbjahreskurs vermittelt grundlegende naturwissenschaftliche Arbeitstechniken für mehr Sicherheit und Umsicht in der Laborarbeit.
Bei der Hochbegabtenförderung arbeitet das Lessing-Gymnasium mit dem Verbund Nordberliner Schulen zur Förderung kognitiv hochbegabter Schülerinnen und Schüler sowie mehreren Grundschulen des Bezirkes Mitte zusammen. Unter der Schirmherrschaft von Bezirksbürgermeister Christian Hanke wurde am 28. Januar 2008 ein Kooperationsvertrag mit der Anna-Lindh-Schule unterzeichnet, der Kontinuität beim Übergang von der Grund- in die Oberschule gewährleisten soll. So werden hochbegabte Schüler in derselben Gruppe vom Gymnasium übernommen, wodurch Bindungen, Freundschaften und Expertenwissen erhalten bleiben.
Die Förderung von Schülern mit Migrationshintergrund, vor allem bei der Vertiefung deutscher Sprachkenntnisse, findet in den 5. bis 10. Klassen als Sprachförderung in Teilungsunterricht statt. Im Vordergrund steht hierbei die Vermittlung der im Unterricht benötigten Fachsprache.
Seit dem 15. August 2012 ist das Lessing-Gymnasium Teil des Schulnetzwerkes Verein mathematisch-naturwissenschaftlicher Excellence-Center an Schulen (kurz: MINT-EC). Eine unabhängige Jury zertifiziert bundesweit Gymnasien, die sich durch eine besondere Schulentwicklung in den Fächern Mathematik, Informatik, Naturwissenschaften und Technik (MINT) auszeichnen.

### Arbeitsgemeinschaften
Für die Schüler existiert ein vielfältiges Angebot an außerunterrichtlichen Aktivitäten (AGs):
- Schulorchester
- lesSINGersTC (Chor des Lessing-Gymnasiums)
- Tanz (Salsa, Merengue, Bachata)
- Theater und Darstellendes Spiel
- Naturwissenschaften
- Politik
- Wirtschaft
- Schach
- Schülerzeitung
- Queer-AG
- diverse Sportarten
- Computerclub
- Robotik

Der Jugendchor lesSINGersTC veranstaltet seit April 2006 Musik-, Kleinkunst und Benefizabende. Das Ensemble besteht aus über 50 Schülern und verfügt über ein musikalisches Repertoire unterschiedlicher Stilrichtungen. Für die Vermarktung – unter anderem von Fanartikeln – wurde am 11. Dezember 2008 eine eigene Aktiengesellschaft als Schulfirma gegründet. Seit 2010 existiert darüber hinaus ein Erwachsenen-Chor namens hearTChor aus Lehrern, Eltern, ehemaligen Schülern und anderen Externen.
Im sportlichen Bereich engagieren sich die Berliner Vereine Ruder-Club Tegel 1886, Wassersport-Club Havel (Kanupolo), TTC Blau-Gold (Tischtennis), BSC Rehberge 1945 (Leichtathletik), TSG Nord 1983 (Basketball), SC Borsigwalde 1910 (Frauenfußball) und Berliner Turnerschaft Korp. e. V. (Floorball) durch Bereitstellung von Sportstätten, Übungsleitern und Trainern. Neben der Konservierung des sportlichen Profils der Schule ist langfristig der Aufbau von konkurrenzfähigen Schulmannschaften vorgesehen. Im Gegenzug erhalten die Vereine über die Sportlehrer direkten Zugang zu interessierten Schülern zum Zwecke der Mitgliederwerbung.
Seit Juni 2011 arbeitet das Lessing-Gymnasium mit der Berlinischen Galerie zusammen, nachdem der Fachbereich Kunst bereits an gemeinsamen Projekten beteiligt war. Im Rahmen dieser Kooperation können unter anderem die Räumlichkeiten des Landesmuseums als Lernort für den Unterricht genutzt werden.

### Akademischer Anschluss und Berufsvorbereitung
Das Lessing-Gymnasium kooperiert mit Berliner Universitäten und Unternehmen.
Seit 2006 existiert das Projekt Studium ab 16 an der Technischen Universität Berlin. Leistungsstarken Schülern wird die Möglichkeit gegeben, sich vorzeitig einen Einblick in das Hochschulleben zu verschaffen, indem sie an Kursen teilnehmen und Klausuren mitschreiben. Die Leistungsnachweise werden bei einem späteren Studium anerkannt. Ein als Techno-Club bezeichnetes Programm der TU Berlin ermöglicht Schülerinnen der gymnasialen Oberstufe unter dem Motto Studieren Probieren, in einer Kombination aus Schulbesuchen durch Studentinnen und Veranstaltungsreihen in Räumlichkeiten der Universität natur- und ingenieurswissenschaftliche Themengebiete aus der Nähe kennenzulernen. Seit August 2013 gehört das Lessing-Gymnasium zu den offiziellen Partnerschulen der Technischen Universität.
Die als Teil eines IHK-Projektes im September 2006 unterzeichnete Vereinbarung mit einem Kreditinstitut sieht unter anderem Unterstützung bei der Berufsorientierung und Ausbildung vor. Neben Bewerbungstraining und gezielten Schulbesuchen bietet das Unternehmen ausgewählten Schülern ein Betriebspraktikum in der 10. Klasse an.

## Schulpartnerschaften und soziales Engagement
Das Lessing-Gymnasium ermöglicht Sprachaufenthalte und einen projektbezogenen Erfahrungsaustausch in Zusammenarbeit mit folgenden Partnerschulen im Ausland:
- Lycée Gambetta in Tourcoing (Frankreich)[12]
- Āgenskalna ģimnāzija im lettischen Riga
- Schule der Zukunft 2030 des Zentralbezirkes Moskau[13]
- De la Gardiegymnasiet im schwedischen Lidköping (Kooperation im Rahmen des europäischen eTwinning-Projektes)
- Petrischule im russischen Sankt Petersburg
- Shimon Peres High Tech and Arts High School in Tel Aviv[14]

Zudem übernahm die Schule 2005 eine Patenschaft für die J/Ilavalai R.C.T. School in Sri Lanka und organisiert seitdem regelmäßig Benefizaktionen mit Spendensammlungen.

## Persönlichkeiten

### Ehemalige Lehrer
- Wilhelm Doegen (1877–1967), Sprachwissenschaftler
- Paul Flanderky (1872–1937), Zeichenlehrer
- Götz Frömming (* 1968), Politiker (AfD)
- Friedrich Ernst Koch (1862–1927), Komponist und Musikpädagoge
- Bruno Rappaport (1875–1915), Althistoriker
- Otto Rubensohn (1867–1964), Archäologe
- Fredy Stach (1936–2007), Politiker (SPD)
- Alfred Wolff (1885–1917), klassischer Philologe

### Ehemalige Schüler
- Artur Axmann (1913–1996), Reichsjugendführer
- Günter Bartosch (1928–2013), Fernsehproduzent und -regisseur
- Martin Beck (* 1958), Politiker (Bündnis 90/Die Grünen) und Landtagsabgeordneter
- Horst Bowitz (1928–2024), Bezirksbürgermeister von Berlin-Wedding 1970–1981
- Gabriella Brum (* 1962), ehemaliges Fotomodell sowie Schönheitskönigin
- Sawsan Chebli (* 1978), ehemalige politische Beamtin (SPD)
- Hans Coppi (1916–1942), Widerstandskämpfer
- Chinedu Ede (* 1987), Fußballspieler
- Peter Enders (* 1948), Fußballspieler
- Heike Friedrich (* 1976), Rollstuhlbasketballspielerin und Paralympics-Siegerin 2012
- Hermann Grapow (1885–1967), Ägyptologe
- Hans Hirschfeld (1873–1944), Hämatologe
- Esra Karakaya (* 1991), Journalistin und Webvideoproduzentin
- Franz Kerker (* 1977), Politiker (AfD Berlin)
- Niko Kovač (* 1971), kroatischer Fußballspieler und -trainer
- Curt Kuhl (1890–1959), Theologe
- Wilhelm Lampeter (1916–2003), Agrarwissenschaftler und Politiker
- Bernd-Peter Lange (* 1943), Anglist und Kulturwissenschaftler
- Dietrich H. Litt (* 1927), Opernregisseur
- Egon Monk (1927–2007), Schauspieler, Theater- und Filmregisseur, Dramaturg und Autor
- Otto Nebel (1892–1973), Maler, Dichter und Schauspieler
- Sven Rissmann (* 1978), Politiker (CDU)
- Hinnerk Schönemann (* 1974), Schauspieler
- Helge Siemers (* 1943), Theologe, Träger des Bundesverdienstkreuzes
- Friedrich Solger (1877–1965), Geologe, Heimatkundler und Pädagoge
- Wolfgang Stroothenke (1913–1945), Theologe
- DJ Tomekk (* 1975), Hip-Hop-DJ und Musikproduzent